# Preegzystencja
Preegzystencja (przedistnienie) – wiara w istnienie duszy przed poczęciem człowieka.

## Perspektywy religijne
Różne religie odnoszą się na rozmaite sposoby do tego poglądu.

### Hinduizm
W hinduizmie wiara w przedistnienie jest powszechna. Stanowi jeden z najważniejszych elementów owej religii. Święte pisma hinduizmu mówią o tym bardzo otwarcie. Duchowni hinduscy również głoszą wiarę w predestynację. Wiąże się to przede wszystkim z reinkarnacją.

### Buddyzm
Choć buddyści wykorzystują koncepcję reinkarnacji, ma ona w ich rozumieniu niewiele wspólnego z preegzystencją, gdyż buddyści nie wierzą w ogóle w istnienie duszy.

### Chrześcijaństwo
W chrześcijaństwie idea ta była popierana przez Orygenesa. Według niej Bóg stworzył na początku świata określoną liczbę dusz. Wszystkie z wyjątkiem duszy Jezusa Chrystusa zgrzeszyły, ale w różnym stopniu. Te, które miały najmniej grzechów, zostały aniołami, te, które najwięcej, diabłami. Te, które miały pośrednią liczbę grzechów, otrzymały ludzkie ciała. Idea ta została potępiona przez Kościół Powszechny na II soborze w Konstantynopolu w roku 553. Preegzystencja była również elementem wiary chłystów.

### Wierzenia Słowian
Słowianie wierzyli, że dusza ludzka istnieje przed narodzinami i przylatuje w dniu narodzin do łona matki pod postacią ptaka: bociana (wiosna, lato) bądź lelka (jesień, zima)